# Поузада (отель)

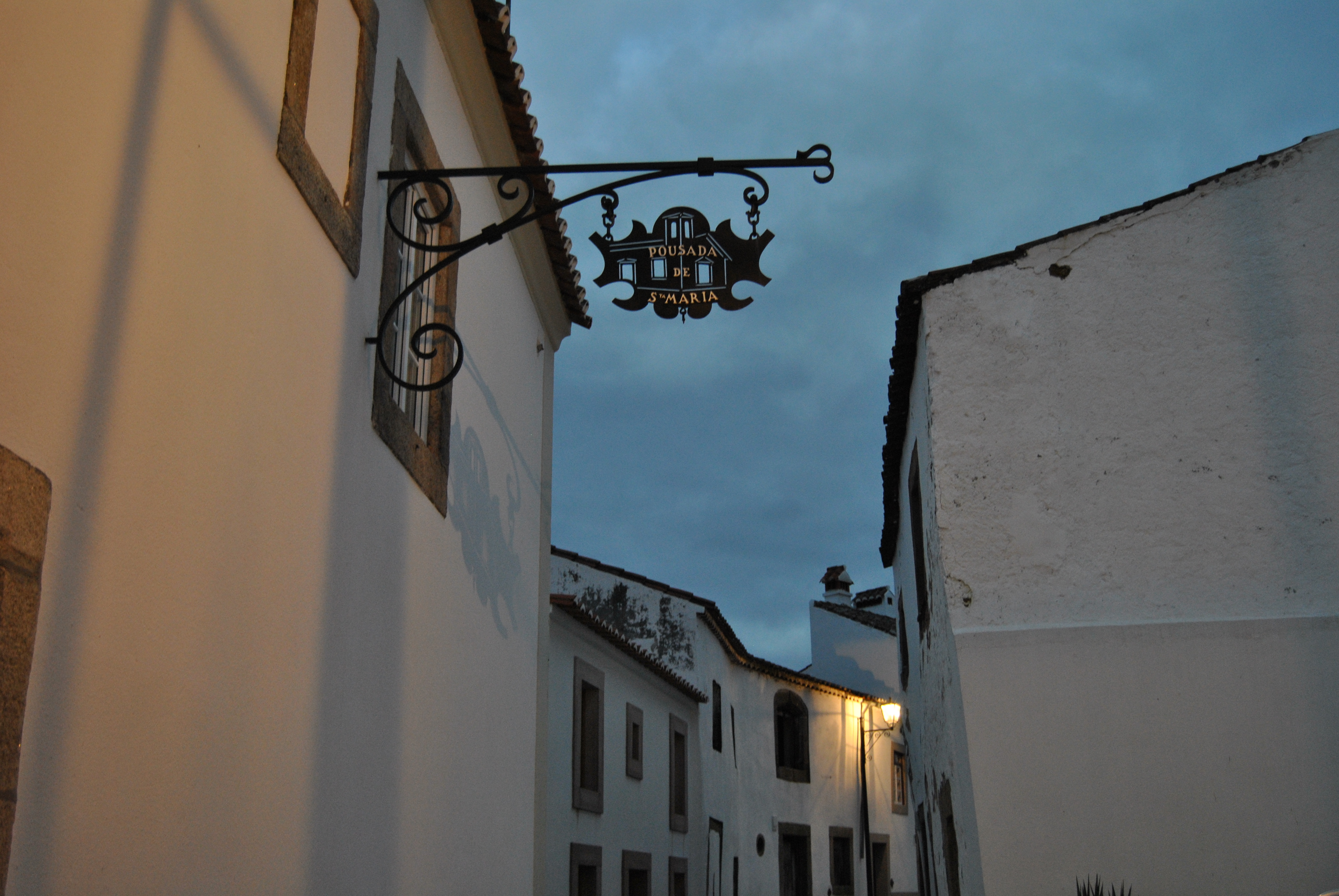
Поузада в Марван

Поузада — название определенного вида отеля, распространённое в португалоязычных странах мира. Глагол «pousar» означает с португальского приземлиться, а также отдыхать и расслабляться.

## Бразилия

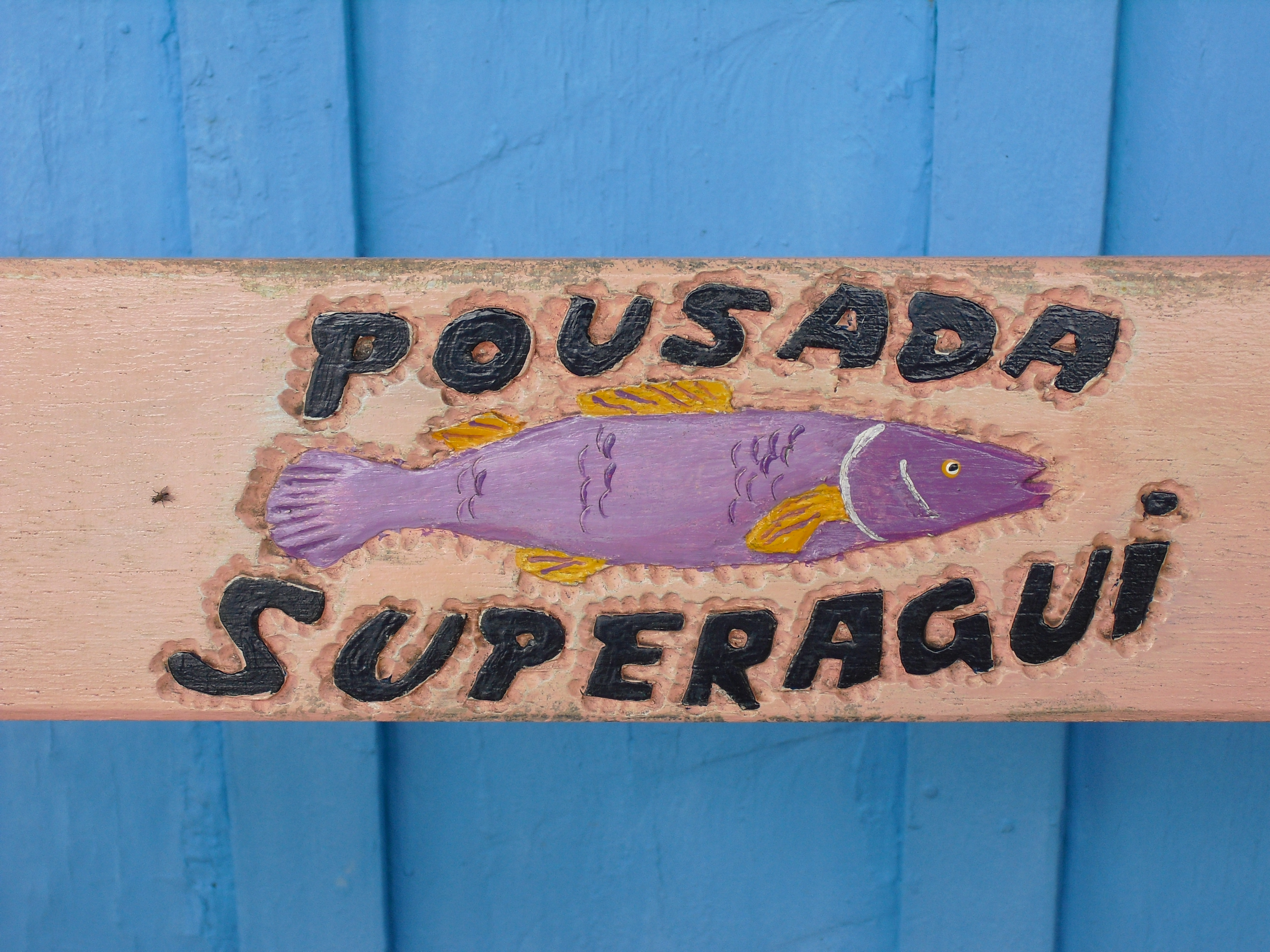
Бразильские поузады часто отличаются своим индивидуальным колоритом

Поузада в Бразилии чаще всего представляет собой небольшой, уютный отель в сельской местности, редко насчитывающий больше чем 10 комнат, в котором вам могут предложить также завтрак. В популярных туристических местах Бразилии вы, как правило, найдете поузады разной ценовой и качественной категории, некоторые из них имеют от 20 комнат и больше. Как только в поузаде появляется полноценный ресторан, ее переименовывают в отель. В отличие от традиционного «гостевого дома» (нем. Gasthaus) с комнатами для гостей в немецкоговорящих странах, бразильская поузада не предлагает местным жителям сопоставимое «гостевое пространство» как в Gasthaus.
В бразильских городах, отель по большей степени вытеснил поузады. С ростом туристического потока аналогичная ситуация наблюдается в таких местах, как Фос-ду-Игуасу или Салвадоре, где сотни тысяч посетителей, особенно из-за рубежа, ищут дешевые отели на одну или две ночи. Напротив, в схожем туристическом местечке в Бузиус, полюбившемся иностранными туристами, где средняя продолжительность пребывания составляет семь дней и основная задача отдыха расслабление, более ста небольших уютных поузад размещают больше гостей, чем несколько отелей. Однако в случае с Бузиус свой вклад внесли строительные нормативы, которые мешали возведению крупных гостиничных комплексов и поузады смогли продолжить свое существование.

## Португалия

Логотип

В 1942 году была основана государственная организация Pousadas de Portugal (Поузады Португалии), 50 процентов которой на сегодняшний день приватизированы и принадлежат португальской гостиничной сети Pestana Group. 41 поузада расположены на материке, две на Азорских остовах и с 2005 года одна поузада в бразильском Салвадоре включена в данную организацию.

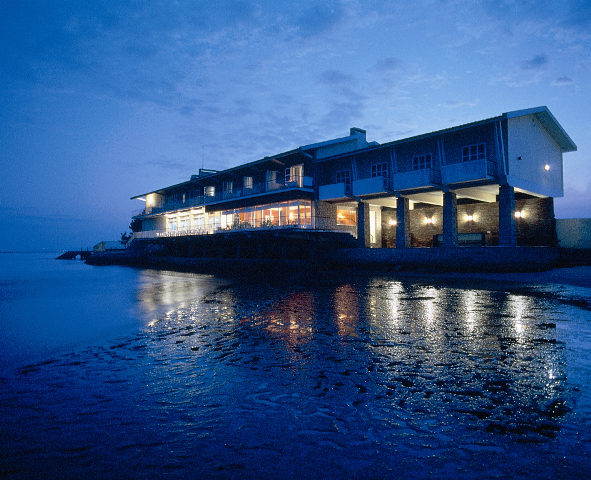
Pousada da Ria в городе Торрейра (Авейру)

Многие поузады расположены в зданиях, дворцах, монастырях или замках с богатой историей. Некоторые из этих зданий находятся под охраной как исторические памятники. Количество комнат в поузаде варьируется от 9 до 49.
В 1990-х годах некоторые исторические поузады были видоизменены, чтобы привнести традиционной архитектуре нотку современного дизайна. Эти здания образовали группу «поузады с историческим дизайном».
Количество комнат в поузаде варьируется от 9 до 49.

## Другие страны

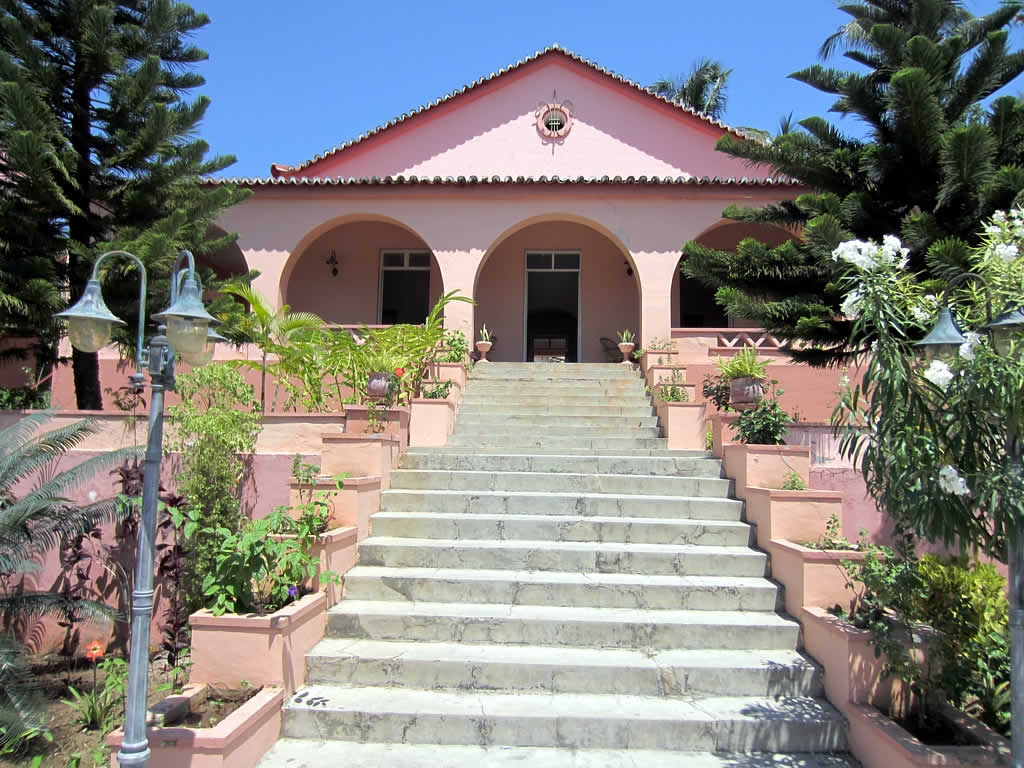
Pousada de Baucau (Восточный Тимор)

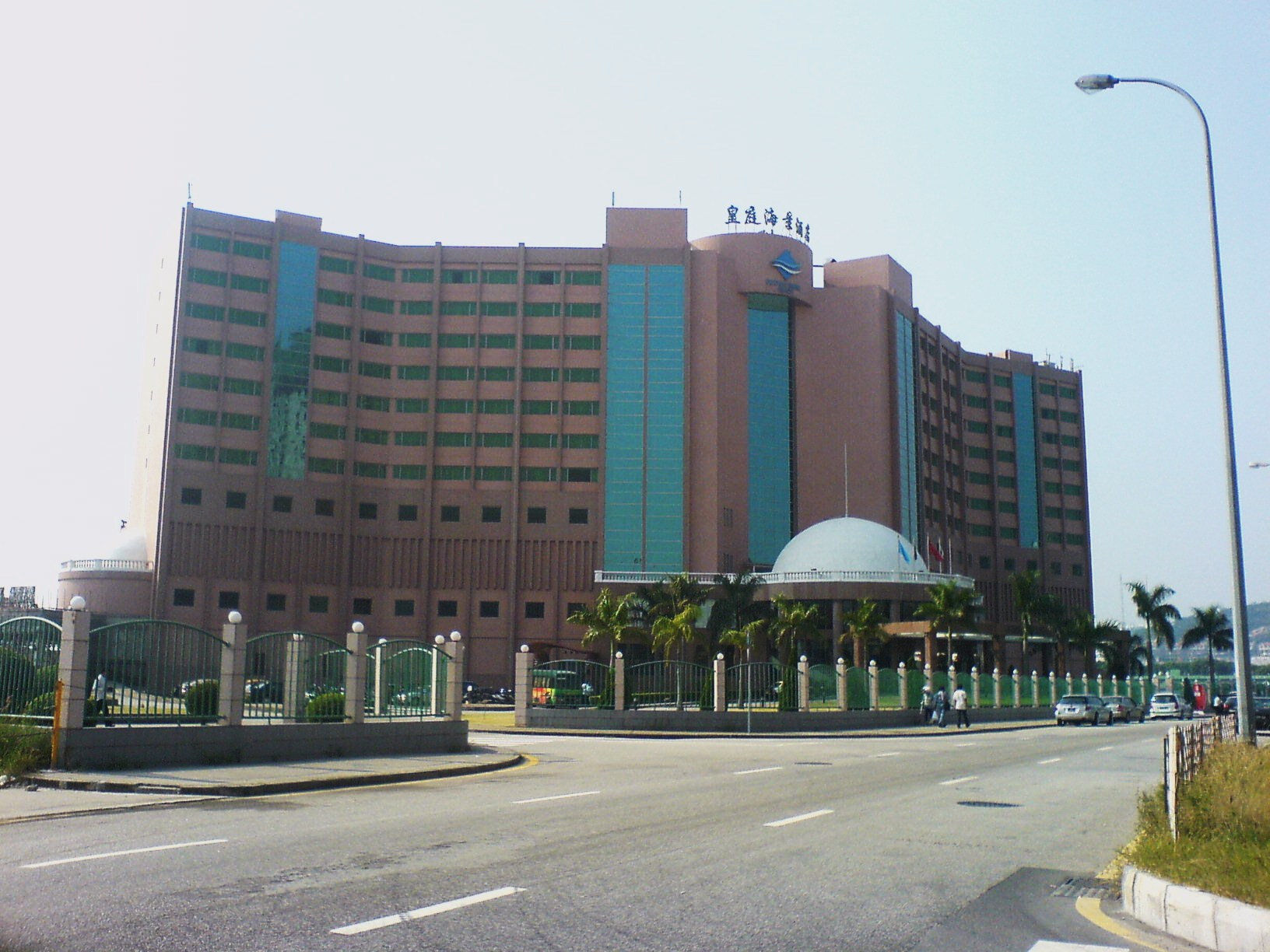
Pousada Marina Infante в Макао

В Восточном Тиморе находятся несколько поузад. Например, Pousada de Baucau во втором по величине городе Баукау представляет собой отель с богатой традицией. Поузада в Маубиссе отличается более простым укладом. Другие поузады можно встретить в Тутуала и Саме, а также на территории бывшей колонии Португалии в Африке и в китайском Макао. В Испании поузады сходны с местными парадорами.